# Alfredo Antonio Beltrán
Alfredo Antonio Beltrán (Santiago del Estero, Santiago del Estero, 15 de noviembre de 1973) es un exfutbolista argentino que jugaba como defensor.

## Carrera

### Güemes
Beltrán se inició futbolísticamente en Güemes, club de su provincia natal, de muy joven en 1989. Su desempeño a su temprana edad llamó la atención de clubes de Santiago del Estero, pero también de clubes de otras provincias.

### Concepción
En 1995 llega a Concepción, para sumarse a Concepción Fútbol Club. Con el cuervo del sur disputó el Argentino A, llegando hasta la última fase de la competición.

### Atlético Tucumán
Su nivel demostrado en el club del sur tucumano lo llevó a ser transferido a Atlético Tucumán en el año 1996. "Boquita" se convirtió en un emblema del decano, en donde jugó 132 partidos en 6 temporadas, llegando a ser capitán del equipo. Aunque Beltrán jugó como defensor, también anotó goles en Atlético, siendo el más recordado el que hizo en el año 2001 en el Clásico Tucumano, para ganar el partido y complicar al clásico rival, que luchaba por la permanencia, pero terminó descendiendo.

### Platense
En 2002 llega a Buenos Aires para sumarse a Platense. En el calamar tuvo un breve paso.

### La Florida
En 2004 llega a La Florida que atravesaba el mejor momento de su historia. En el tricolor jugó hasta el 2006.

### Mitre
En 2007 volvió a su provincia para jugar en Mitre, que militaba en el Argentino C.

### Estudiantes
Su último club fue Estudiantes de Santiago, donde se retiró del fútbol. 

## Clubes
| Club                    | País      |
| ----------------------- | --------- |
| Güemes                  | Argentina |
| Concepción              | Argentina |
| Atlético Tucumán        | Argentina |
| Platense                | Argentina |
| La Florida              | Argentina |
| Mitre                   | Argentina |
| Estudiantes de Santiago | Argentina |